# كسوف الشمس 13 نوفمبر 2012

كسوف الکلي 13 نوفمبر 2012م.

كسوف الشمس 13 نوفمبر 2012م، حدث هذا الکسوف الکلی للشمس في منطقة المحيط الهادي ممتدا من شمال أستراليا إلى نيوزيلندا حيث رؤي فيها ككسوف جزئي واصلا إلى جنوب أمريكا الجنوبية . وقد رؤي أيضا في القارة المتجمدة الجنوبية ككسوف جزئي.

## الحدث

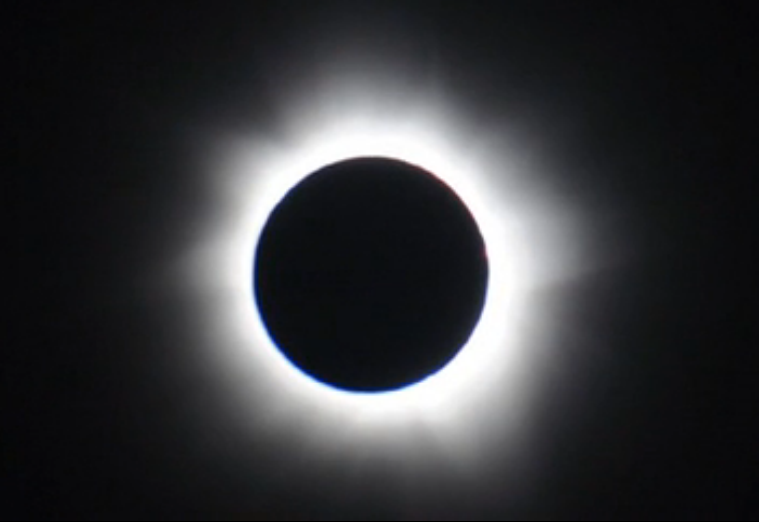
الكسوف الكلي كما رؤي في شمال أستراليا.

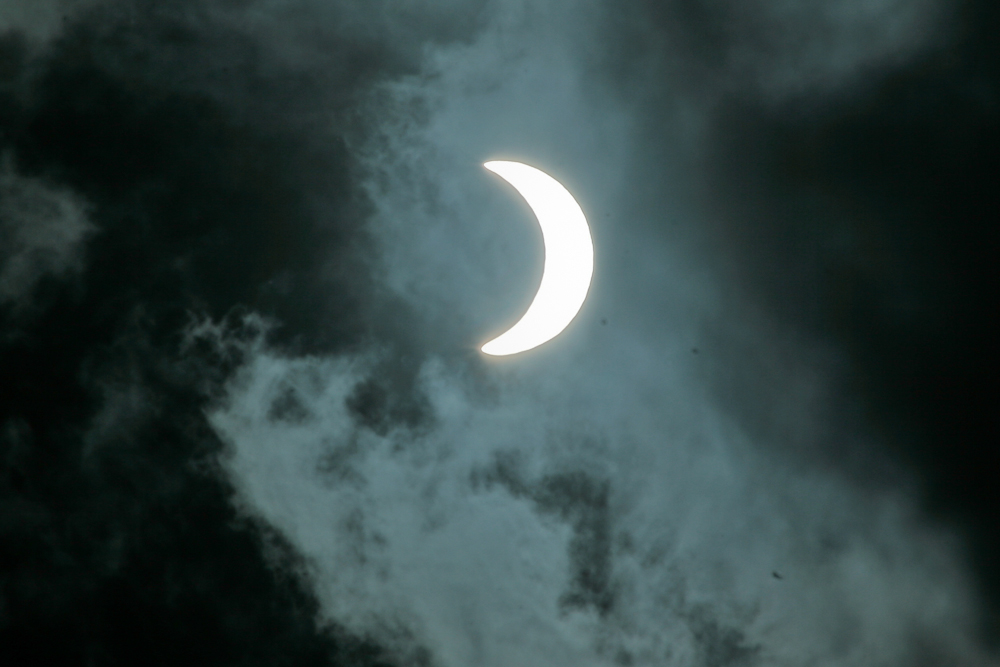
كسوف جزئي فوق مدينة تاورنغا، نيوزيلاندا.

ظهر الجزء المظلم من ظل الشمس أولا في شمال أستراليا وكان التوقيت هناك يناسب 14 نوفمبر. شكل الظل المطلم على سطح الأرض دائرة يبلغ نصف قطرها 120 كيلومتر متوجها إلى أرنهيملاند. وبد كسوف الشمس فيها بعد شروق الشمس مباشرة، وظهر الكسوف الكلي لمدة 1 دقيقة و 30 ثانية. ثم عبر الظل المظلم (النقطة السوداء في الخريطة) خليج «كاربينتاريا» متجها غلى جنوب الشرق مارا بشبه جزيرة كاب يورك. وكانت أكبر مدينة يمر بها في شبه الجزيرة هي كيرنس على الساحل الشرقي، حيث ظهر فيها الكسوف الكلي لمدة 2 دقيقة و 4 ثوان (دائرة الكسوف الرمادية اللون هي منطقة يرى فيها كسوفا جزئيا فقط، أجزاء الكرة الأرضية خارج تلك الدائرة لا ترى الكسوف.)
وترك الظل المظلم أرض أستراليا عابرا سلسلة الحيّد المرجاني العظيم إلى نيوكاليدونيا مارا بمدار السرطان إلى نيوزيلاندا حيث كان على بعد 500 كيلومتر شمالا منها . في شمال نيوزيلاندا كانت الشمس محجوبة بنسبة 80% (كسوف جزئي). ثم عبر جنوب المحيط الهادي. وعبر الظل المظلم خط التاريخ الدولي حيث استمر الكسوف خلال يوم 13 نوفمبر، وليس مثل الجزء الأول من الكسوف الذي بدأ بتوقيت يوم 14 نوفمبر . وانتهى الجزء المظلم من الظل قبل وصوله إلى الساحل الغربي لأمريكا الجنوبية .

## صور الكسوف

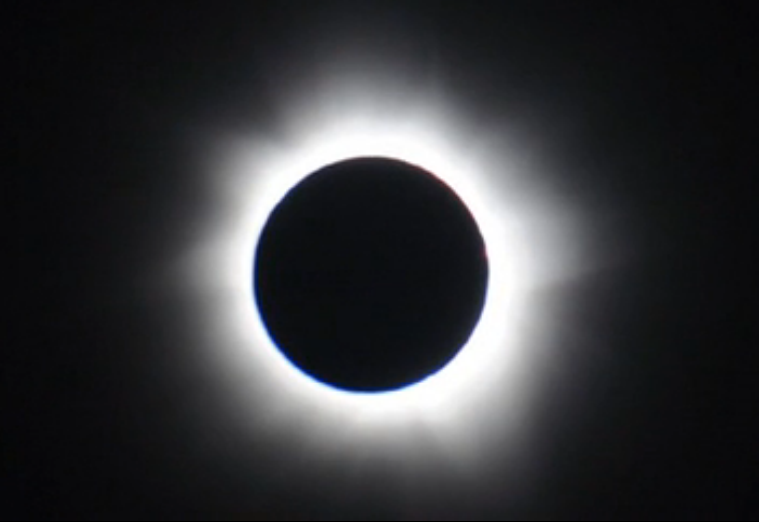
الكسوف الكلي
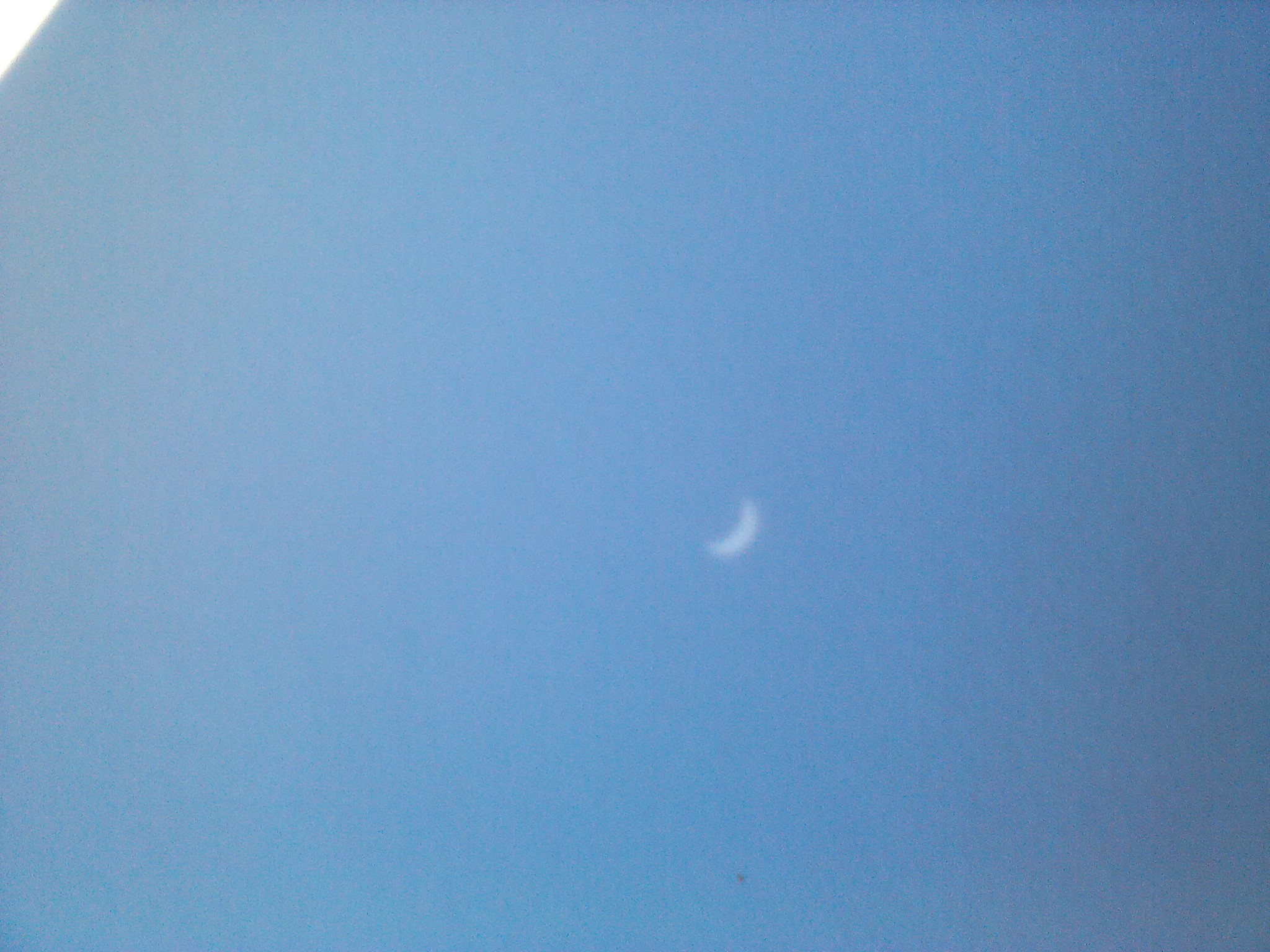
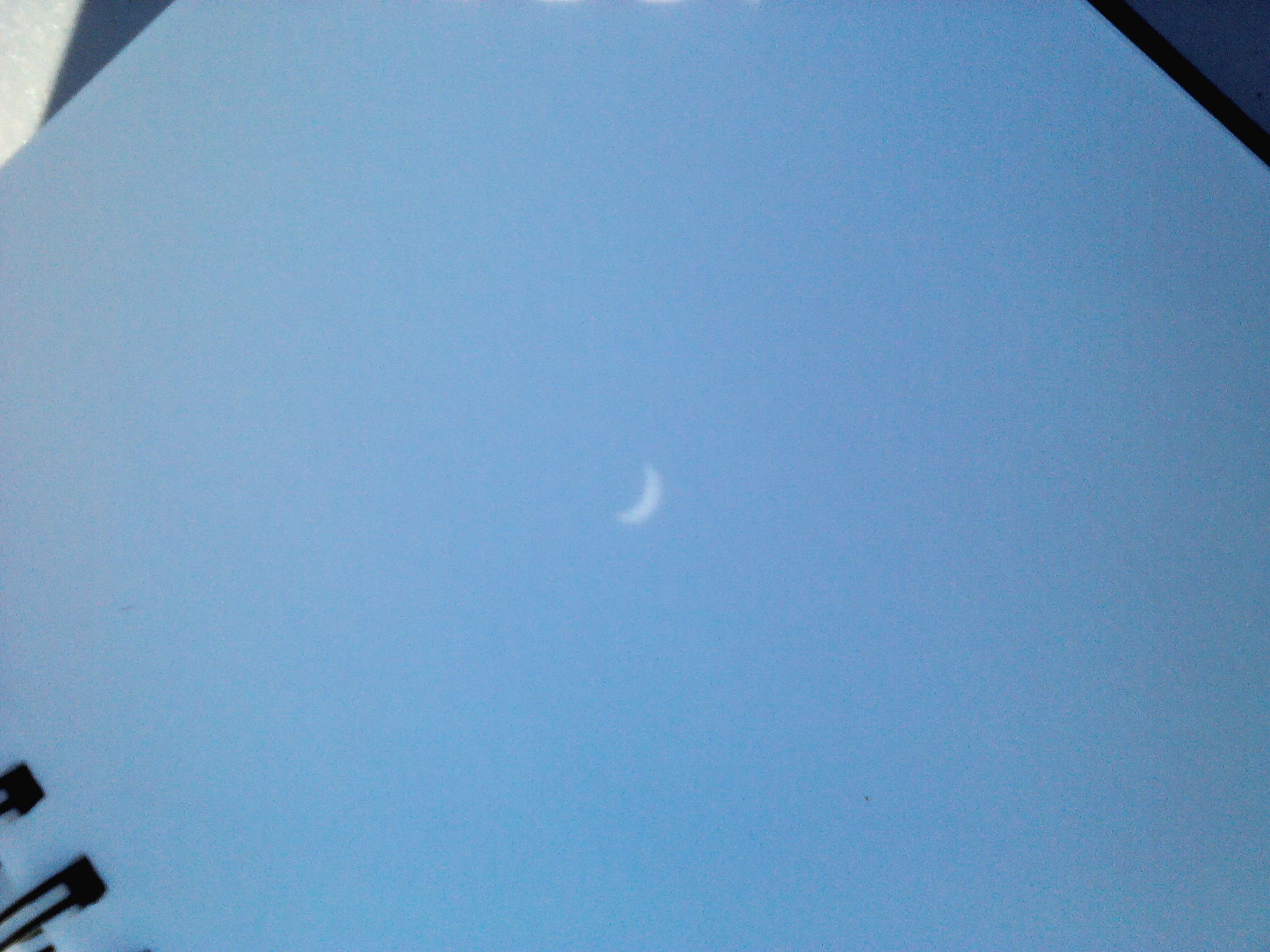
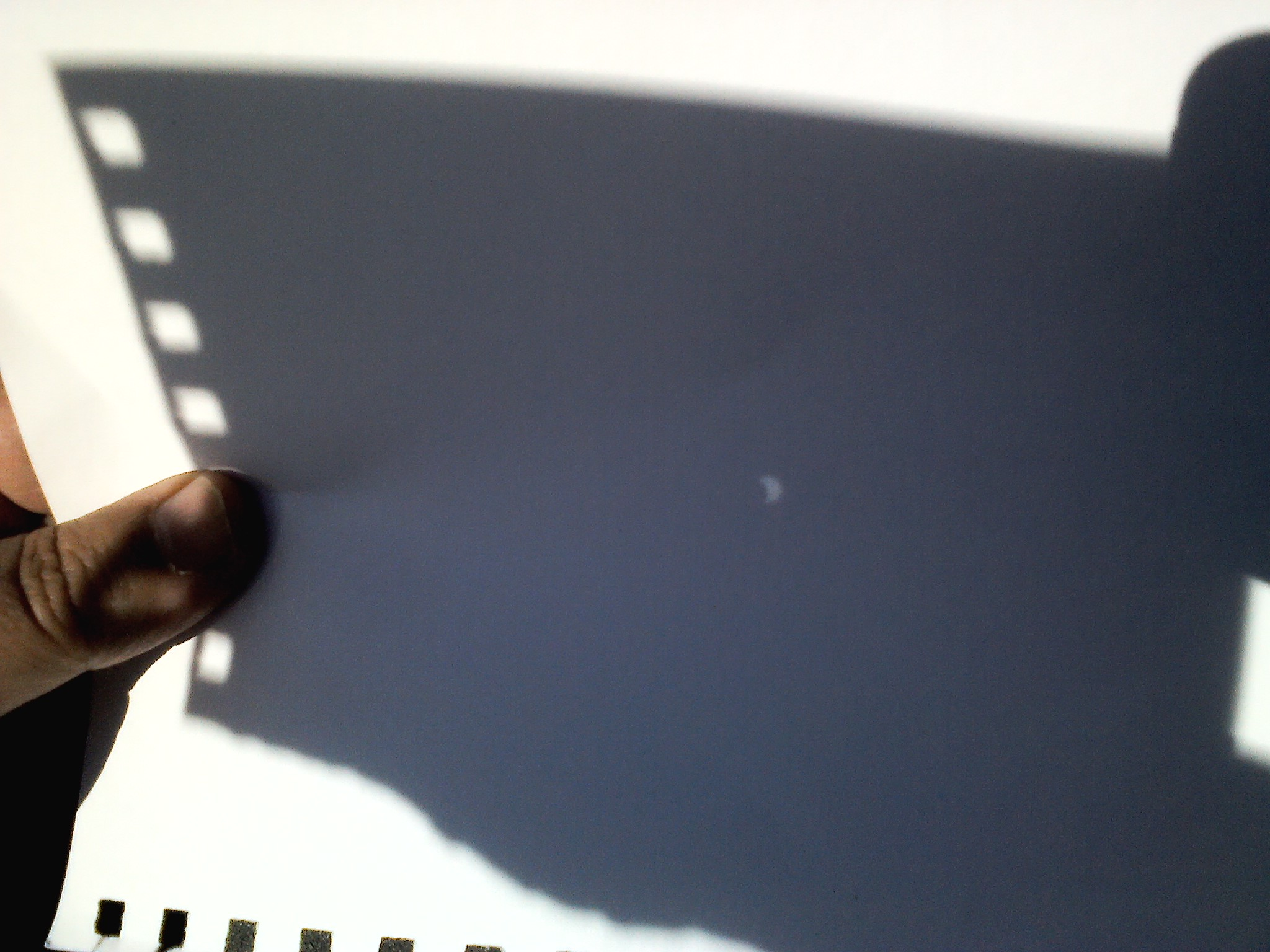
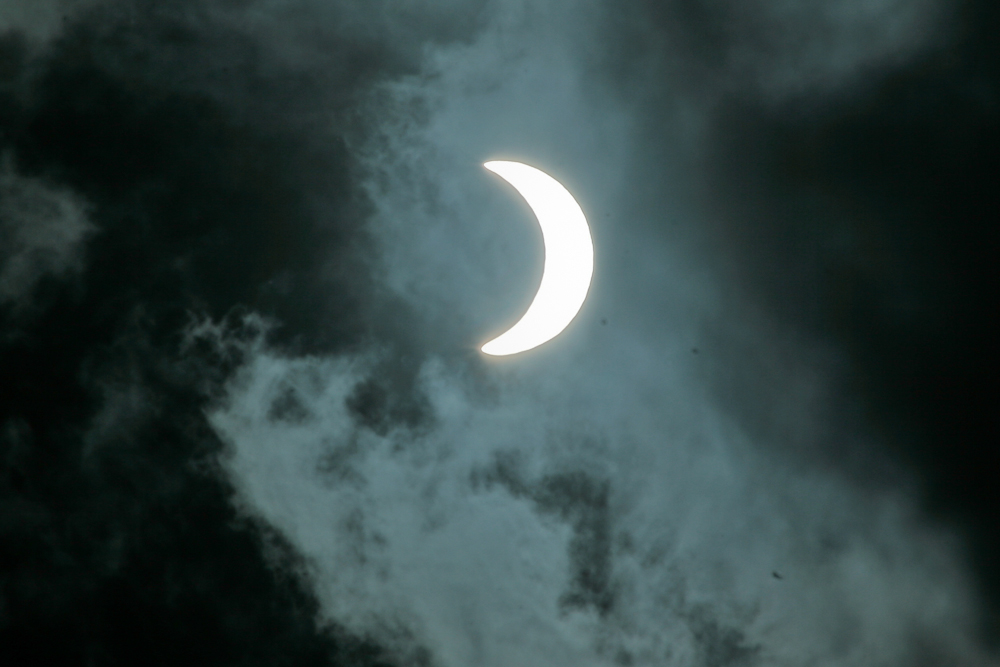
تورانجا ، نيوزيلندا
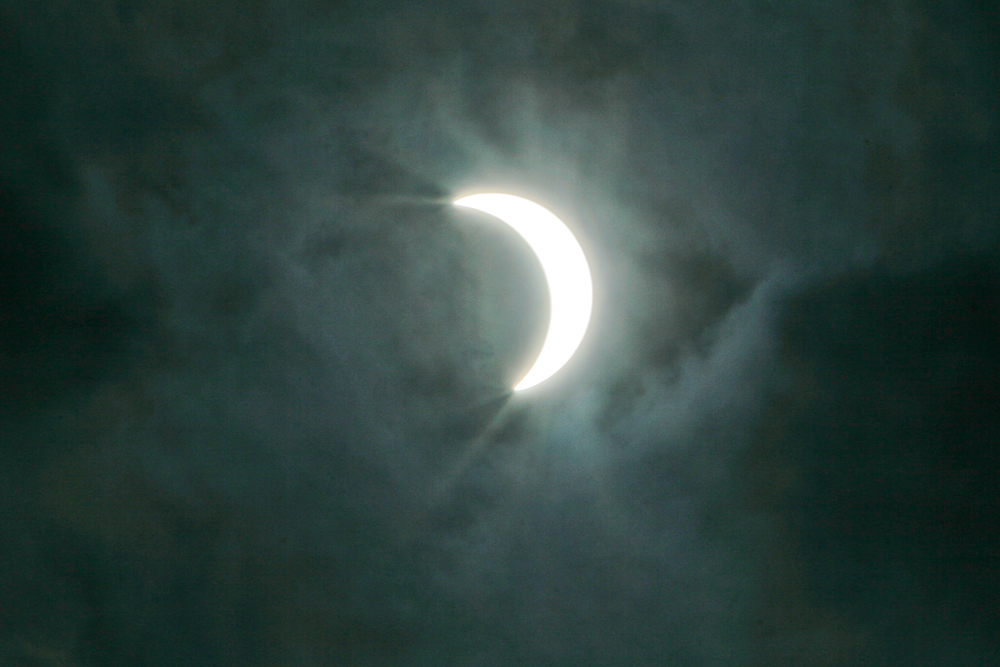
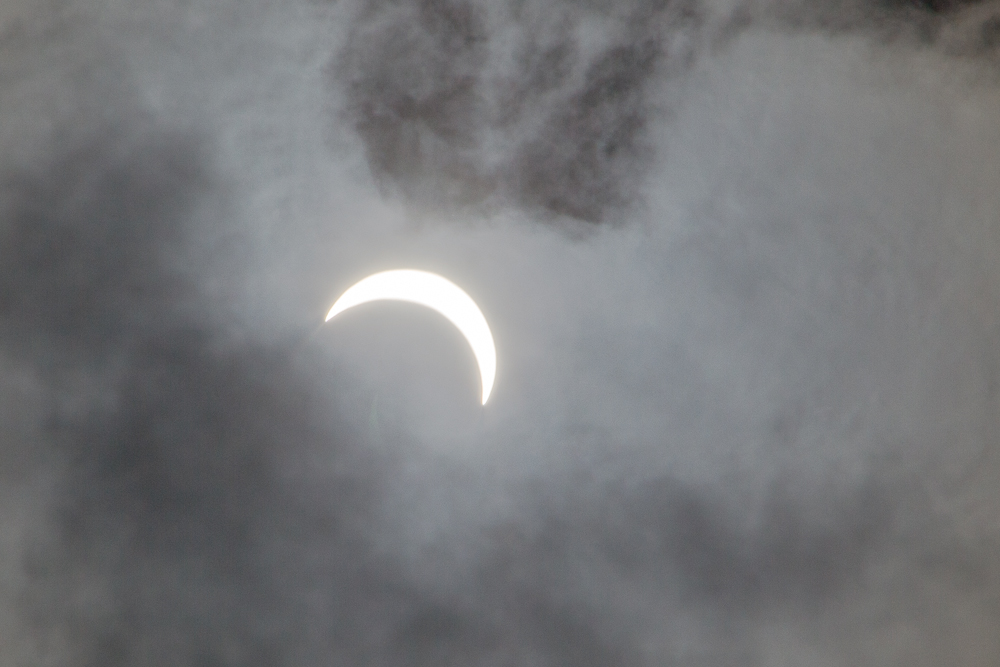
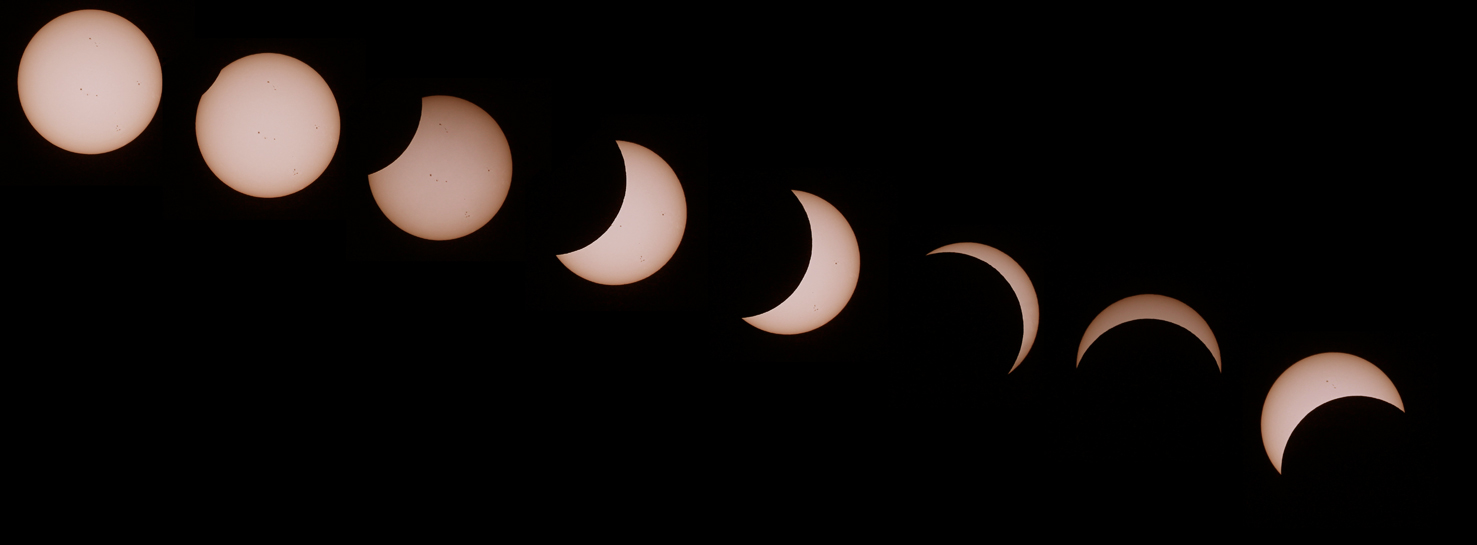
أوكلاند , نيوزيلندا
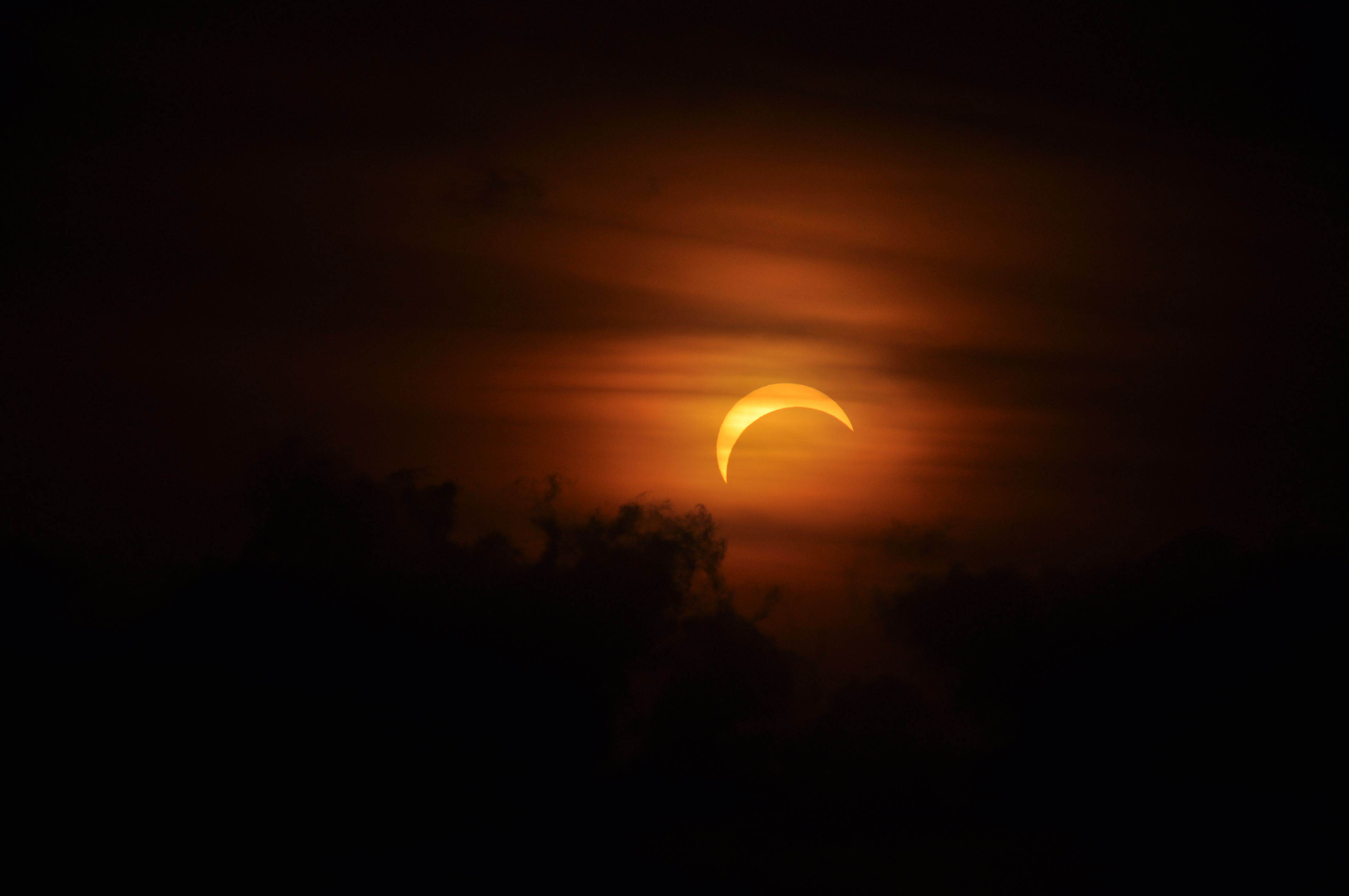
الكسوف كما رؤي في المحمية الوطنية كاكادو ، أستراليا

## اقرأ أيضا
- انقلاب شمسي
- تقويم ميلادي

## وصلات خارجية
- www.eclipser.ca: Jay Anderson 2012 November 13 Total Solar Eclipse
- timeanddate.com Nov 13 - Nov 14, 2012 Total Solar Eclipse — Animated eclipse viewer
- NASA video of eclipse, shot in northern Australia